# The Scotts
«The Scotts» — сингл американского хип-хоп дуэта The Scotts, сочиненная Трэвисом Скоттом и Кид Кади. Песня была выпущена как сингл в различных форматах, включая виниловый, на кассетах и CD,  на лейблах Epic, Cactus Jack и Wicked Awesome 24 апреля 2020 года. Релиз песни на YouTube был поддержан видеороликом, созданным с помощью четырех различных визуальных эффектов. Это уже не первое сотрудничество артистов, ранее они совместно работали над песнями «Through the Late Night» для Birds in the Trap Sing McKnight (2016) и «Baptized in Fire» для Passion, Pain & Demon Slayin' (2016).
Песня дебютировала с первого места американского чарта Billboard Hot 100, датированного от 9 мая 2020 года, став третьим хитом №1 для Трэвиса Скотта после Sicko Mode (2018) и Highest in the Room (2019), а для Кид Кади это первый хит №1 в этом чарте.

## История
20 апреля 2020 года появилось сообщение, что Трэвис Скотт объединился с Fortnite, чтобы начать виртуальный тур по игре под названием «Astronomical», который будет длиться с 23 по 25 апреля. У игроков игры была возможность послушать фрагменты песни до ее официального релиза. В общей сложности, концерты посетили более 12 миллионов игроков. Во время игры состоялась премьера песни и ее первое живое исполнение. 23 апреля Скотт выложил в Instagram обложку песни и объявил, что в записи «The Scotts» принял участии Кид Кади. Название сингла является ссылкой на сценическую фамилию Трэвиса и на настоящее имя Кид Кади. Обложка сингла была нарисована американским художником Kaws.

## Мнение критиков
Чарльзу Холмсу из Rolling Stone песня показалось «символическим прохождением с факелами» после давней восхитительной работы Скотта с Кади, но в конце концов подумал, что «результаты смешны», несмотря на то, что дуэт был «очень раскручен» ранее.Rap-Up описал песню как «взрывной фейерверк», в котором Скотт зажигает «двухминутный трек, тогда как Кади поддерживает огонь».

## Коммерческий успех
«The Scotts» дебютировала с первого места в американском чарте синглов Billboard Hot 100 на неделе, датированной от 9 мая 2020 года. Песня стала третьим синглом №1 для Скотта в этом чарте и первым для Кади. Трэвис Скотт стал шестым исполнителем в истории чарта, наряду с Мэрайей Кэри, Бритни Спирс, Дрейком, Джастином Бибером и Арианой Гранде, песни которых не раз дебютировали с первого места.

## Чарты
| Чарт (2020)                           | Лучшая позиция |
| ------------------------------------- | -------------- |
| Австралия (ARIA)                      | 4              |
| Австрия (Ö3 Austria Top 40)           | 5              |
| Бельгия (Ultratop 50 Flanders)        | 29             |
| Канада (Billboard Canadian Hot 100)   | 1              |
| Бельгия (Ultratop 50 Wallonia)        | 29             |
| Чехия (Singles Digitál Top 100)       | 4              |
| Дания (Tracklisten)                   | 5              |
| Эстония (Eesti Ekspress)              | 2              |
| Финляндия (Suomen virallinen lista)   | 6              |
| Франция (SNEP)                        | 2              |
| Германия (GfK)                        | 8              |
| Греция (IFPI)                         | 1              |
| Венгрия (Single Top 40)               | 12             |
| Венгрия (Stream Top 40)               | 1              |
| Исландия (Tonlist)                    | 10             |
| Ирландия (IRMA)                       | 2              |
| Италия (FIMI)                         | 2              |
| Латвия (Latvijas Top 40)              | 31             |
| Литва (AGATA)                         | 2              |
| Малайзия (RIM)                        | 8              |
| Нидерланды (Single Top 100)           | 18             |
| Новая Зеландия (Recorded Music NZ)    | 2              |
| Норвегия (VG-lista)                   | 5              |
| Португалия (AFP)                      | 1              |
| Сингапур (RIAS)                       | 13             |
| Испания (PROMUSICAE)                  | 21             |
| Швеция (Sverigetopplistan)            | 8              |
| Швейцария (Schweizer Hitparade)       | 3              |
| Великобритания (OCC UK Singles)       | 11             |
| США (Billboard Hot 100)               | 1              |
| США (Billboard Hot R&B/Hip-Hop Songs) | 1              |
| США (Billboard Rhythmic)              | 14             |
| США Rolling Stone Top 100             | 1              |

## Сертификация
| Регион | Сертификация  | Продажи   |
| --- | ------------- | --------- |
| Австралия (ARIA) | Золотой       | 35 000    |
| Австрия (IFPI Austria) | Золотой       | 15 000    |
| Бразилия (ABPD) | 2× Платиновый | 80 000    |
| Канада (Music Canada) | 2× Платиновый | 160 000   |
| Дания (IFPI Danmark) | Золотой       | 45 000    |
| Франция (SNEP) | Золотой       | 100 000   |
| Италия (FIMI) | Золотой       | 35 000    |
| Мексика (AMPROFON) | Золотой       | 30 000    |
| Новая Зеландия (RMNZ) | Золотой       | 15 000    |
| Польша (ZPAV) | Платиновый    | 20 000    |
| Португалия (AFP) | Платиновый    | 10 000    |
| Швейцария (IFPI Switzerland) | Золотой       | 10 000    |
| Великобритания (BPI) | Серебряный    | 200 000   |
| США (RIAA) | Платиновый    | 1 000 000 |
| Греция (IFPI Greece) | Платиновый    | 2 000 000 |
| Данные о продажах + прослушиваниях приведены только на основе сертификации. · Данные только о прослушиваниях приведены на основе сертификации. |               |           |